# Zâmbia nos Jogos Olímpicos de Verão de 2012
A Zâmbia competiu nos Jogos Olímpicos de Verão de 2012, que aconteceram na cidade de Londres, no Reino Unido, de 27 de julho até 12 de agosto de 2012.

## Desempenho

### Atletismo
Os atletas da Zâmbia até agora alcançaram índices de classificação nos seguintes eventos (máximo de três atletas por índice A e um por índice B):
Eventos com um atleta classificado por índice B:
- 800 m masculino

### Natação
Feminino
| Atletas     | Evento      | Eliminatórias | Eliminatórias | Semifinal   | Semifinal   | Final       | Final       |
| Atletas     | Evento      | Tempo         | Posição       | Tempo       | Posição     | Tempo       | Posição     |
| ----------- | ----------- | ------------- | ------------- | ----------- | ----------- | ----------- | ----------- |
| Jade Howard | 100 m livre | 59s35         | 39º           | Não avançou | Não avançou | Não avançou | Não avançou |